# 元赤坂

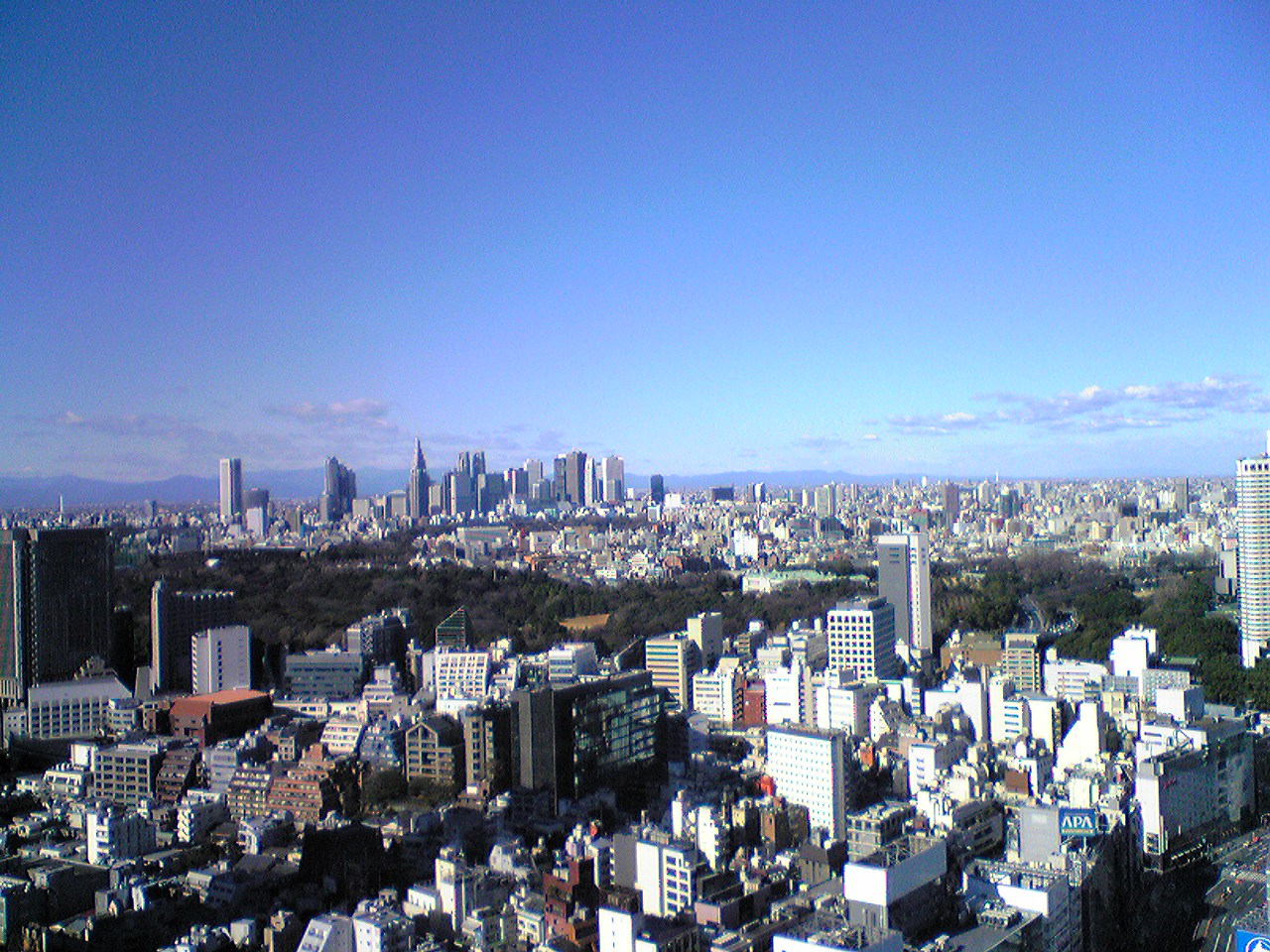
山王パークタワーから見た元赤坂周辺

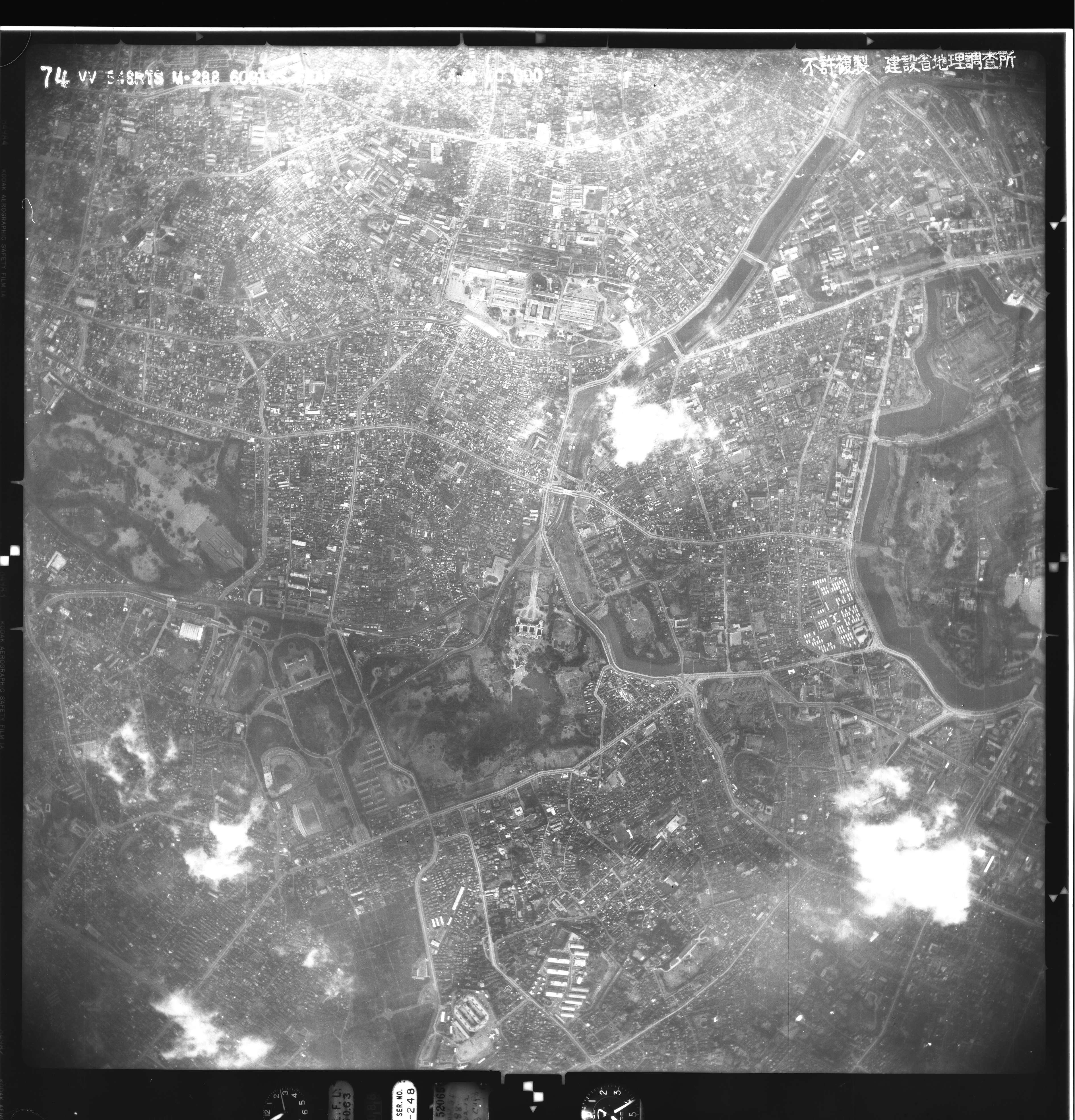
赤坂離宮上空からの航空写真（1956年3月6日）

元赤坂（もとあかさか）は、東京都港区の地名。現行行政地名は元赤坂一丁目および元赤坂二丁目。赤坂地区総合支所管内に属する地域である。住居表示実施済区域。

## 地理
赤坂地区の北端に位置し、千代田区（紀尾井町 ・永田町）・新宿区（南元町・四谷・若葉）との区境に当たる。旧赤坂区の地域内に当たる。

## 歴史
- 1966年（昭和41年）7月1日：元赤坂の住居表示を実施[6]。

### 町名の変遷
| 実施後       | 実施年月日   | 実施前                                                                                     |
| ------------ | ------------ | ------------------------------------------------------------------------------------------ |
| 元赤坂一丁目 | 1966年7月1日 | 赤坂表町一丁目、赤坂表町二丁目の一部、赤坂伝馬町一丁目、赤坂伝馬町二丁目、赤坂伝馬町三丁目 |
| 元赤坂二丁目 | 1966年7月1日 | 元赤坂町、赤坂青山権田原町、赤坂青山六軒町の一部                                           |

## 世帯数と人口
2025年（令和7年）4月1日現在（港区発表）の世帯数と人口は以下の通りである。
| 丁目         | 世帯数  | 人口  |
| ------------ | ------- | ----- |
| 元赤坂一丁目 | 261世帯 | 370人 |
| 元赤坂二丁目 | 158世帯 | 291人 |
| 計           | 419世帯 | 661人 |

### 人口の変遷
国勢調査による人口の推移。
| 年                 | 人口 |
| ------------------ | ---- |
| 1995年（平成7年）  | 644  |
| 2000年（平成12年） | 520  |
| 2005年（平成17年） | 582  |
| 2010年（平成22年） | 545  |
| 2015年（平成27年） | 623  |
| 2020年（令和2年）  | 645  |

### 世帯数の変遷
国勢調査による世帯数の推移。
| 年                 | 世帯数 |
| ------------------ | ------ |
| 1995年（平成7年）  | 242    |
| 2000年（平成12年） | 244    |
| 2005年（平成17年） | 279    |
| 2010年（平成22年） | 279    |
| 2015年（平成27年） | 356    |
| 2020年（令和2年）  | 375    |

## 学区
区立小・中学校に通う場合、学区は以下の通りとなる（2022年4月現在）。
- 区域 : 一丁目、二丁目　各全域
  - 小学校 : 港区立赤坂小学校
  - 中学校 : 港区立赤坂中学校

## 交通

### 鉄道
- 都営地下鉄青山一丁目駅（○大江戸線）- 出入口が設けられている。（所在地：北青山）
- 東京地下鉄青山一丁目駅（○銀座線○半蔵門線）- 出入口が設けられている。（所在地: 南青山）
- 東京地下鉄赤坂見附駅（○銀座線○丸ノ内線）- 出入口が設けられている。（所在地：赤坂）
- 東京地下鉄永田町駅（○南北線○有楽町線○半蔵門線）- 出入口が設けられている。（所在地：永田町）

### 路線バス
- 都営バス品97 権田原（品川駅前行）- 新宿駅西口行は北青山に設けられている。
- フジエクスプレスちぃばす赤坂（緑色）・青山（ローズピンク色）ルート

### 道路
- 国道246号
- 東京都道319号環状三号線（環状3号線・外苑東通り）
- 東京都道405号外濠環状線
- 東京都道414号四谷角筈線
- 首都高速道路・出入口
  - 首都高速4号新宿線
- 外苑出入口

## 事業所
2021年（令和3年）現在の経済センサス調査による事業所数と従業員数は以下の通りである。
| 丁目         | 事業所数  | 従業員数 |
| ------------ | --------- | -------- |
| 元赤坂一丁目 | 362事業所 | 13,309人 |
| 元赤坂二丁目 | 13事業所  | 1,316人  |
| 計           | 375事業所 | 14,625人 |

### 事業者数の変遷
経済センサスによる事業所数の推移。
| 年                 | 事業者数 |
| ------------------ | -------- |
| 2016年（平成28年） | 330      |
| 2021年（令和3年）  | 375      |

### 従業員数の変遷
経済センサスによる従業員数の推移。
| 年                 | 従業員数 |
| ------------------ | -------- |
| 2016年（平成28年） | 13,620   |
| 2021年（令和3年）  | 14,625   |

## 施設
- 赤坂御所（赤坂御用地）- 元赤坂二丁目
- 赤坂迎賓館 - 元赤坂二丁目
- 明治記念館 - 元赤坂二丁目
- 住友電気工業 東京本社（登記上の本店は大阪市中央区）
- 鹿島建設 本社
- EARLY WING 本社
- 佐藤製薬 本社
- ALSOK 本社
- 豊川稲荷東京別院 - 元赤坂一丁目
- 東京電業会館 - 元赤坂一丁目
  - 東京電業協会
  - 日本電気工事士協会

## 出身・ゆかりのある人物
- 荘司市太郎（工学博士、工業試験所技師、大阪工業試験所長） - 本籍は東京市赤坂区伝馬町3丁目[16]。

## その他

### 日本郵便
- 郵便番号 : 107-0051[4]（集配局 : 赤坂郵便局[17]）。